# Belij Jar (Felső-Ketyi járás)
Belij Jar (oroszul: Белый Яр) városi jellegű település Oroszország ázsiai részén, a Tomszki területen, a Felső-ketyi járás székhelye. 
Népessége: 7996 fő (a 2010. évi népszámláláskor).

## Elhelyezkedése
Tomszk területi székhelytől 300 km-re északra, a Kety (az Ob mellékfolyója) bal partján helyezkedik el. A transzszibériai vasútvonal Tajga állomásáról észak felé kiinduló Tomszk–Aszino–Belij Jar vasúti mellékvonal (366 km) északi végpontja.

## Története
A település a szovjet kényszeráttelepítések idején, 1931-ben keletkezett, amikor az otthonukból – többek között altaji falvakból – kitelepített családok egyes csoportjait itt, a Jurti Sirokovi nevű kis szölkup (osztják?) település mellett helyezték el.
A Felső-ketyi járást 1939-ben szervezték meg a Narimi körzetből (Narimszkij okrug) leválasztott területen, és Belij Jar lett a járás székhelye.
A Tomszkból Aszinóig vezető vasúti mellékvonal már 1939-ben elkészült, de a Belij Jarig vezető további szakaszt csak az 1960-as években fektették le és hivatalosan 1971-ben adták át. Üzembehelyezése tette lehetővé a Felső-ketyi járás faiparának fellendülését. A mellékvonalon szállított áruk nagy része jelenleg is faanyag és fűrészáru. A vasútállomást a településtől 8 km-re létesítették, épületét 2007-ben felújították.